# Czarne Indie
Czarne Indie (fr. Les Indes noires, 1877) – jednotomowa powieść Juliusza Verne’a z cyklu Niezwykłe podróże złożona z 22 rozdziałów.
Pierwszy polski skrócony przekład pojawił się w odcinkach w 1877, a w postaci książkowej w 1895.
Tekst kompletny wydało Polskie Towarzystwo Juliusza Verne’a w marcu 2012.

## Fabuła
Inżynier  James Starr wyrusza do starej kopalni Aberfoyle w Szkocji. Na miejscu znajduje kierownika kopalni z rodziną mieszkających w domku w głębi kopalni. Kopalnia się rozwija wraz z okolicą, ale wokół bohaterów zaczynają dziać się tajemnicze zdarzenia, przypisywane początkowo goblinom.   